# Довге Поле (Ужгородський район)
До́вге По́ле — село в Баранинській сільській громаді в Ужгородському районі, Закарпатської області.

## Історія
Існує думка, що село заснували вихідці з Геївців. У письмових джерелах вперше згадується в XIV-XV ст. під назвою «Hozuymezow de Homonna». З XIV по XVII ст. село було власністю Невицького домену Другетів.
У 1427 році залежні селяни були оподатковані від 18-ти порт. В 1599 році в селі облікувалось лише 6 кріпацьких господарств. Письмові джерела кінця XVII — початку XVIII ст. відносять Довге Поле до малих сіл. В середині XVIII ст. село поповнилося новими руськими переселенцями.

## Політика

### Парламентські вибори, 2019
На позачергових парламентських виборах 2019 року у селі функціонувала окрема виборча дільниця № 210554, розташована у приміщенні клубу.
Результати
- зареєстровано 467 виборців, явка 64,24%, найбільше голосів віддано за «Слугу народу» — 43,48%, за «Опозиційний блок» — 16,05%, за Всеукраїнське об'єднання «Батьківщина» — 14,05%.[1] В одномандатному окрузі найбільше голосів отримав Андрій Андріїв (самовисування) — 22,79%, за Михайла Савчина (Голос) — 19,39%, за Олександра Пекаря (Слуга народу) — 18,37%[2].

## Туристичні місця
- річка Това
- храм св. пр. Іллі. 1907.